# توماس أنغيل
توماس أنغيل (بالنرويجية البوكمول: Thomas Angell)‏ هو شخصية أعمال نرويجي، ولد توماس أنجيل في تروندهايم، وهو ابن التاجر ألبرت لورينزن أنجيل.
ولد في 29 ديسمبر 1692، وتوفي في 19 سبتمبر 1767.